# Шадричевское сельское поселение
Шадричевское сельское поселение — муниципальное образование в составе Орловского района Кировской области России.
Столица — деревня Шадричи.

## История
Шадричевское сельское поселение образовано 1 января 2006 года согласно Закону Кировской области от 07.12.2004 № 284-ЗО.
5 июля 2011 года в соответствии с Законом Кировской области № 18-ЗО поселение включено в состав Орловского сельского поселения.

## Состав
В состав поселения входили 22 населённых пункта:
| - деревня Шадричи - деревня Березник - деревня Демаки - деревня Засора - деревня Зубари - деревня Канаевщина - село Кленовица - деревня Кодоловы | - деревня Коротаевы - деревня Краевы - деревня Лощилята - деревня Малые Кузнецовы - деревня Михеевы - деревня Полушины - село Русаново | - деревня Соловьи - деревня Солоницыны - деревня Темняковщина - деревня Хохловы - деревня Чиренки - деревня Чупины - деревня Шушканы |